# マコモ
マコモ（Zizania latifolia、真菰）は、イネ科マコモ属の多年草。別名ハナガツミ。
種子部は穀物として、古代中国:165や日本で食された。可食できる種子を、カツミ、ハナガツミ、マコモノミ、サムコマイとも呼ぶ。
また、黒穂菌に感染して菌癭で大きくなった芽の葉を何枚か剥ぎとっていくと、中から真っ白なマコモダケ、菰角（こもづの）と呼ばれる食用部が現れる。

## 特徴

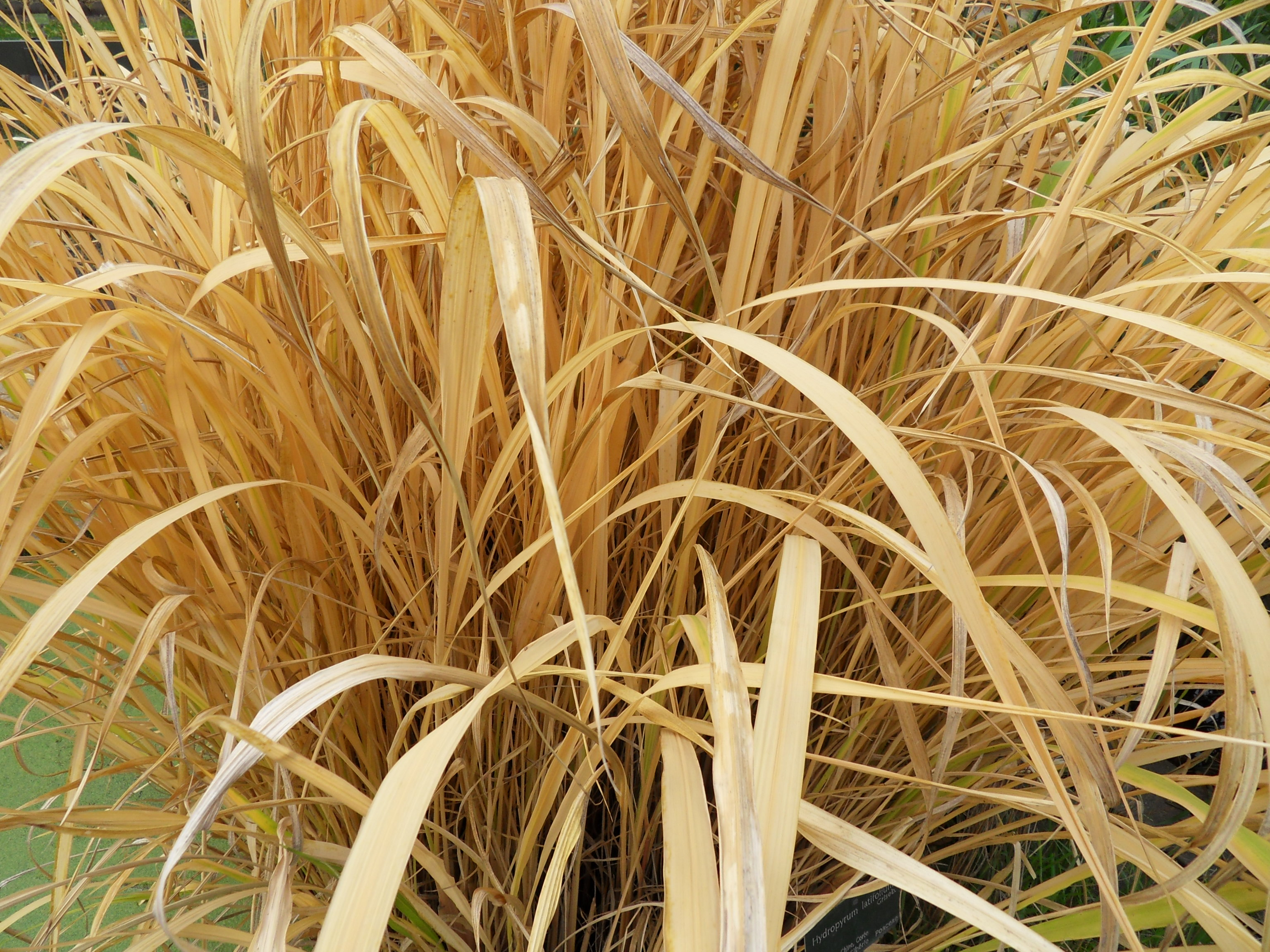
冬のマコモ

マコモは、東アジアや東南アジアに分布しており、日本では全国に見られる。
水辺に群生し、沼や河川、湖などに生育。成長すると大型になり、人の背くらいになる。花期は夏から秋で、雌花は黄緑色、雄花は紫色。葉脈は平行。

## 利用

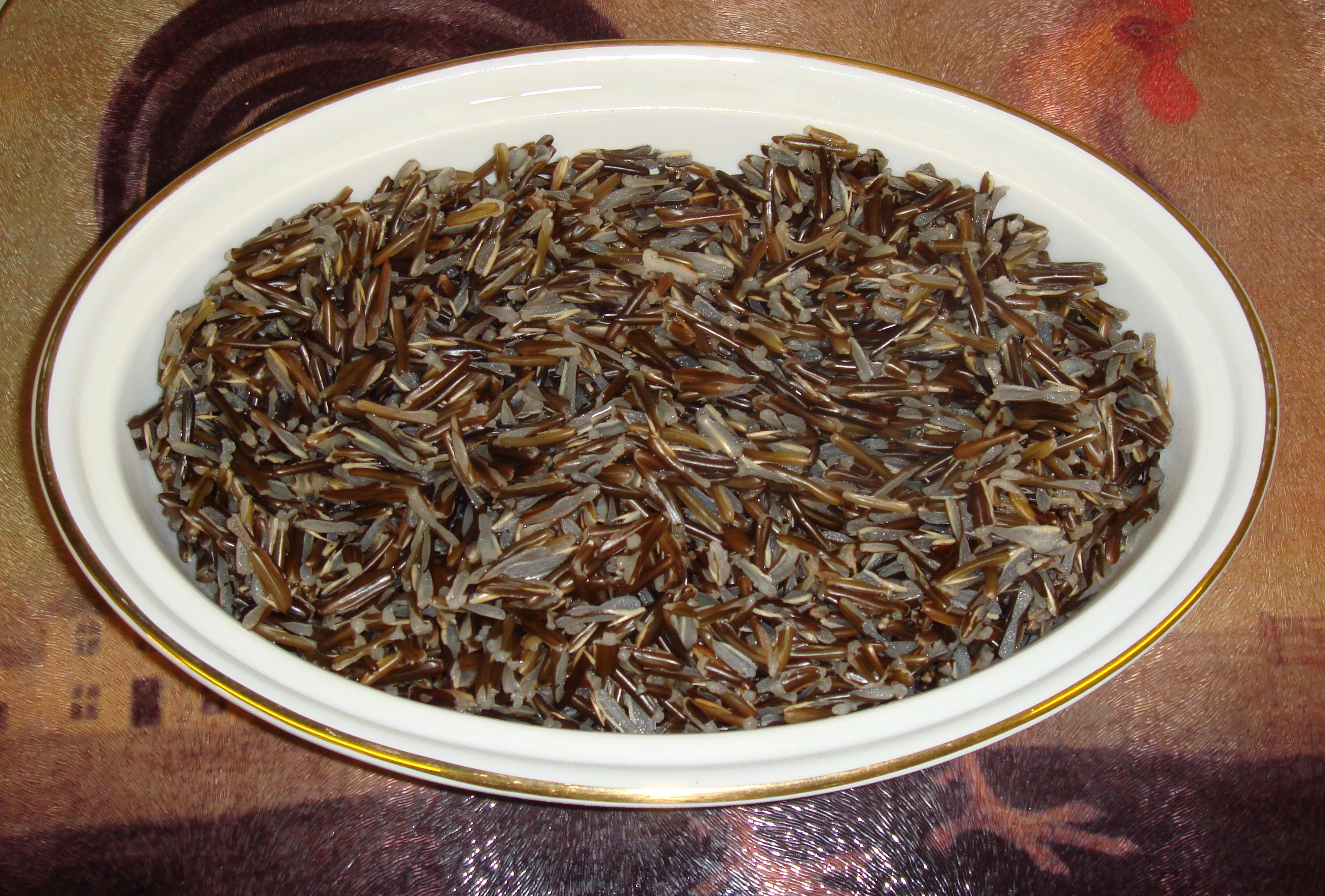
調理済みのワイルドライス

種子（ワイルドライス）、肥大した新芽（マコモダケ）が食用とされる（後述）。また、マコモダケが黒く変じたものからは黒い顔料の真菰墨（マコモズミ）が得られ、お歯黒、眉墨、漢方薬などに用いられたが廃れ、鎌倉彫の古色付けに用いられる。
茎は莚（むしろ）や蓑の材料としても用いられ、「菰（こも）」とも呼ばれる。盆棚、精霊棚の上にはマコモで出来た莚（これ自体がマコモと呼ばれる）がござ代わりに敷かれる。
古事記や万葉集にも登場し、神の宿る草とされ神社の注連縄（しめなわ）や茅の輪の材料とされた。
出雲大社では毎年6月に「マコモの神事」が行われる。「出雲の森」から、御手洗井までの道中に清い砂を敷き、その上にマコモが置かれ、宮司はその上を歩いて参進する。宮司が踏んだマコモは御神威が宿るとされ、参拝者は持ち帰って神棚に飾ったり、浴槽に入れたりする。
また、出雲大社の神幸祭でもマコモを用いる。マコモを藁苞（わらづと）のように加工した苞（しぼ）という物を神職が手にして神幸を斎行する。
健康法でマコモを用いるものが以前からあったが、疑似科学の範疇に入るものも散見される。

### マコモダケ

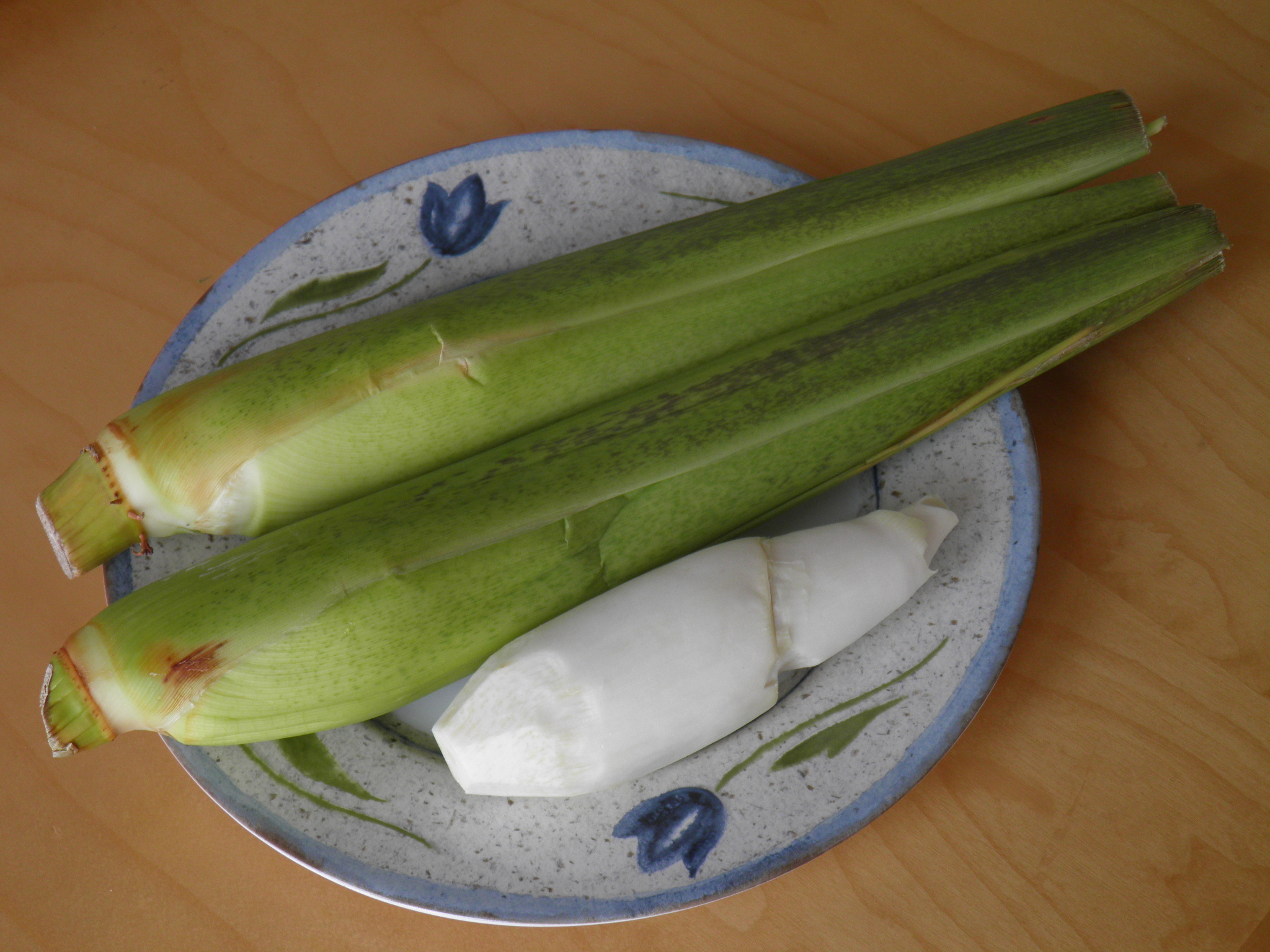
マコモダケ

中国東部から東南アジアに広く分布しているマコモの1系統のヒロハマコモで、黒穂菌（くろぼきん）の一種Ustilago esculentaに寄生されて肥大した新芽はマコモダケ（真菰筍、茭白。マコモタケとも。中国ではジャオパイ）とよばれる食材である。古くは『万葉集』に登場する。中国、台湾、ベトナム、タイ、ラオス、カンボジアなどのアジア各国でも食用や薬用とされる。台湾では「茭白」が標準的な呼び方であるが、中部の南投県埔里鎮周辺が特産地とされ、色白の女性の足に見立てた「美人腿」（メイレントゥイ）の愛称で出荷されている。
香港を含む広東語使用地域では「茭筍」（カーウソン）と呼び、炒め物やスープの具などに用いることが多い。
たけのこを優しくしたような適度の食感と、ほのかな甘味、ヤングコーンのような香りがある。くせがなくあっさりした味で、さっと茹でたり、グリル焼き、肉や魚と合わせた炒めものにも向いているほか、新鮮なものは生食してもおいしい。沖縄県では「まくむ」、鹿児島県奄美大島では「台湾だーな（竹）」と呼んで、炒め物のイリチー、奄美料理の「いっき」、油ぞうめんなどに使用する。中国では他にスープの具にもされ、台湾では麺類の具のひとつにも加えられることがある。細かく刻んで餃子、ハンバーグ、チャーハンなどに用いることもできる。
収穫は秋（10月頃）で、新芽の根元がじゅうぶんに肥大したらすぐに収穫する。収穫が遅れると、組織内に真っ黒な胞子が斑点状に混じるようになり、食感・食味も落ちて、商品価値は失われる。マコモズミはこの黒い胞子体を利用したもの。
日本に自生するマコモでは中国の栽培品種のように大きくならず、肥大初期から黒い胞子が見られ食用とならない。

### ワイルドライス
北米大陸の近縁種（Z. aquatica、アメリカマコモ）の種子は古くから穀物として食用とされており、今日もワイルドライス（Wild rice）の名で利用されている。
ワイルドライスの生育圏はオジブワ族やメノミニー族など、五大湖地方のアメリカ・インディアンの部族それぞれによって縄張りがあり、彼らの保留地（Reservation）で栽培される。
マコモは野生植物から食用作物への過渡期の初期段階と見られる場合がある。しかし、種子は乾燥2-3日で発芽しなくなるため、イネに割合近い植物でありながら、種子から栽培できる変異種の選別が行われなかったと考えられている。従って、日本でマコモの栽培を行う場合は、種子からではなく親株から株を分けるという方法を採る。
ワイルドライスは1977年にミネソタ州の州の穀物(state grain)に指定されている。

## 侵入種
マコモは誤ってニュージーランドで繁殖し、侵略的外来種に指定されている。ハワイに導入されている。茎をアメリカ合衆国に輸入することは、北米のマコモ属（ワイルドライス）を菌類から保護するために禁止されている。

## マコモ湯
真菰を原材料とする入浴剤などを入れたお湯。色は茶色または黒色。科学的根拠は無いが「マコモ菌という菌の発酵により、お湯が腐らない」「各種の感染性皮膚疾患に有効」と言われており、民間療法として利用されている。給湯器メーカーのノーリツは、お湯が腐らない根拠は無いため毎日交換することを勧めている。

### マコモ湯構文
2024年12月にInstagramに投稿された「うちのお風呂、1年半お湯変えてません。マコモ湯って知ってますか？」という内容の動画がきっかけで誕生したインターネットミーム。SNSユーザーが自分が長期間していない事を「〇年間〇〇していません！　〇〇って知ってますか？」という構文に当てはめて投稿し、ミーム化した。